# VBK Smash Oud-Turnhout
Smash Oud-Turnhout is een Belgische volleybalclub uit Oud-Turnhout die uitkomt in 1ste Nationale van de damescompetitie en in 2de Provinciaal A van de herencompetitie.

## Dames Team 2011-2012
Trainer: Marcel De Laat 

Hulptrainer: Patrik Feyen 
| Nummer | Nat.               | Naam               |
| ------ | ------------------ | ------------------ |
| 1      | Vlag van België    | Manou Schoenmakers |
| 2      | Vlag van België    | Ruth Smits         |
| 3      | Vlag van Nederland | Loes Marcelis      |
| 4      | Vlag van België    | Valerie Pandelaers |
| 5      | Vlag van België    | Lies Eykens        |
| 6      | Vlag van Nederland | Daphne Hoebink     |
| 8      | Vlag van België    | Lotje Feyen        |
| 9      | Vlag van België    | Evelien Cox        |
| 12     | Vlag van België    | Asja Vanhengel     |
| 13     | Vlag van België    | Sanne Janssen      |